# Alexander Bay
Alexander Bay (afrikaans Alexanderbaai) ist eine Stadt in der Gemeinde Richtersveld, Distrikt Namakwa, Provinz Nordkap in Südafrika. Im Jahre 2011 lebten hier 1736 Personen in 511 Haushalten.

## Lage und Verkehr
Die nördlichste Stadt an der Westküste Südafrikas liegt südlich der Mündung des Oranje in den Atlantik, an der Grenze zu Namibia. Der Ort Oranjemund im Diamantensperrgebiet von Namibia kann über die 1951 fertiggestellte Ernest-Oppenheimer-Brücke erreicht werden. Hier gibt es einen Grenzübergang, der zwischen 6 und 22 Uhr geöffnet ist. Die Entfernung nach Springbok beträgt 250 Kilometer.
Die Straße (R 382) nach Alexander Bay ist eine Sackgasse ins Diamantensperrgebiet. Zugleich führt sie in den nahen Richtersveld-Nationalpark.
In Alexander Bay gibt es einen regionalen Flughafen, der sich nordöstlich der Stadt bei der Ernest-Oppenheimer-Brücke befindet.

## Geschichte
Die Ortschaft ist nach Sir James Alexander benannt, der ihn 1836 gründete. Dieser benötigte einen Seehafen an der südafrikanischen Atlantikküste, um das bei Kodas im Landesinnern, im Richtersveld, abgebaute Kupfer abtransportieren zu können. Bis nach Alexander Bay verbrachte er es auf dem Oranje mittels kleiner Schiffe.
Im Jahre 1925 wurden an der Namqualandküste nördlich von Port Nolloth die auf südafrikanischem Territorium liegenden Diamantenlagerstätten in dort vorkommenden Geröllen entdeckt. Ein Jahr später, im Dezember 1926 und zu Beginn des Jahres 1927 entdeckten Hans Merensky, Izak Celliers und Ernst Reuning die sehr reichhaltigen Diamantlagerstätten südlich der Oranjemündung. Angeblich sammelten sie in wenigen Wochen Diamanten im Wert von 350.000 £ bzw. 7.000.000 Mark. Nach Entschädigung der Entdecker übernahm die damalige südafrikanische Regierung höffiges Gelände und erhob es 1928 in den Status State Alluvial Diggings (deutsch etwa: „Staatliche Alluviallagerstätte“). In der Folge entstanden beiderseits des Oranje und entlang der Küste neue Siedlungen. In dieser Zeit wuchs Alexander Bay und auf der anderen Seite des Flusses in Namibia entstand die Gemeinde Oranjemund (1936). Die Region wurde damals zum Sperrgebiet erklärt.
Mit dem Alexkor Limited Act (Act No. 116 of 1992) schuf der südafrikanische Staat ein Bergbauunternehmen, das sich mit der Diamantengewinnung in dieser Region befasst, dem Department of Public Enterprises untersteht und seinen Sitz in Johannesburg hat. Alexkor betreibt zu Land Tagebau und in der Küstenzone vor der Oranjemündung Meeresbodenbergbau.

## Sehenswürdigkeiten
Das Sumpfgebiet und Feuchtbiotop an der Mündung des Oranje bildet eine wichtige Zwischenstation für eine große Zahl von Zugvögeln und wurde daher zu einem Ramsar-Schutzgebiet erklärt. Es war mit seiner Errichtung im Jahre 1995 das erste grenzüberschreitende Gebiet dieser Klassifizierung im südlichen Afrika. Die seltene Barlowlerche (Calendulauda barlowi) findet hier ihren Lebensraum.
Östlich der Stadt befindet sich das bisher weltgrößte Habitat von Flechten in einer Wüstenlandschaft. Es sind 26 Arten bekannt. Auffällig sind die grünen und orangen Flechten. Diese Flechtenfelder sollen zu einem nationalen Denkmal erklärt werden und wären dann besonders geschützt.